# Spöksonaten
Spöksonaten är en pjäs av August Strindberg från 1907. Dramat är det tredje av hans fem kammarspel. Namnet anspelar på Beethovens pianosonat i d-moll (op.31, nr 2), i vilken Strindberg tyckte sig höra anderöster och därför gav detta namn.

## Iscensättningar
Pjäsen hade urpremiär 21 januari 1908 på Intima teatern i Stockholm, Strindbergs egen teater. Den spelades dock, av okänd anledning, endast 12 gånger. Pjäsens modernistiska och abstrakta uppbyggnad bidrog förmodligen till att den inte blev någon omedelbar succé. Det finns inga foton, programblad eller dylikt bevarade från uruppsättningen. 
Med undantag för en engångsuppsättning på konserthuset i Stockholm, skulle det dröja till 1941 innan pjäsen spelades i Sverige igen, då Ingmar Bergman i Medborgarhuset gjorde sin första av totalt fyra uppsättningar av pjäsen. Året efter gjorde Olof Molander på Dramaten sin första iscensättning av pjäsen. Bergman satte åter upp verket 1954, med en uppsättning på Malmö Stadsteater. Den tredje uppsättningen gjorde han på Dramaten 1973 och den fjärde år 2000 på samma teater med Jonas Malmsjö och Jan Malmsjö i huvudrollerna.
År 2007 sattes pjäsen upp i Sverige och regisserades av Richard Turpin, och spelades på samma teater där den en gång hade premiär, nämligen Strindbergs Intima Teater, med Erik Saedén och Sara Turpin i huvudrollerna. När pjäsen hade premiär denna gång var det den 13:e gången den spelades på den teatern.
År 2012 sattes pjäsen upp på Dramaten för sjätte gången, denna gång i regi av Mats Ek och med Stina Ekblad i huvudrollen som Gubben Hummel.

## Personer
- Gubben, direktör Hummel
- Studenten, Arkenholz
- Mjölkflickan (vision, endast sedd av studenten)
- Portvakterskan
- Översten
- Mumien, Överstens hustru
- Fröken
- Den förnäme
- Johansson, tjänare hos Hummel
- Bengtsson, tjänare hos Översten
- Fästmön, Hummels före detta fästmö
- Den mörka damen, trolovad med Den Förnäme, dotter till portvakterskan
- Kokerskan
- Den Döde

## Handling
Studenten kan se saker få andra kan se, men han vet inte vilka personer som inte ses av andra. Direktören Hummel fruktar en mjölkflicka, som han inte kan se, men det kan däremot Studenten. De två möts en morgon, då Studenten precis kommit hem efter att ha varit med om ett husras. Studenten pratar med en mjölkflicka som sitter vid en brunn; Hummel ser bara tomma luften. Efter att ha läst en tidning, där studenten finns med som en hjälte vid hjälpinsatserna vid husraset, vill Hummel veta Studentens namn. Denne vägrar dock; han vill inte bli känd. Efter att ha pratat en liten stund kommer det fram att Studenten är son till en man vid namn Arkenholtz. Hummel påstår att denne var skyldig honom pengar vid sin död, men att han kan godta endast en liten återtjänst som betalning från Studenten. Han vill att denne skall gå och se en matiné på Valkyrian, som spelas på operan. Innan detta introduceras ett antal personer som bor i ett stort hus; Unga fröken lider av en mystisk sjukdom och tillbringar helst tiden på sitt rum bland hyacinter. Hennes far, Översten, var en gång gift med en vacker kvinna, men den senare har blivit förvandlad till en mumie, som tror sig vara en papegoja. Fröken Holsteinkrona var en gång Hummels fästmö, men är nu mest intresserad av sin reflektionsspegel. Den Mörka Damen, trolovad med Den Förnäme (kallad Baron Skanskorg), är Portvakterskans dotter med den Döde.
När Hummel kommer till spöksupén hos Översten och resten av folket i huset avslöjas allt. Det prydliga borgarhemmet är inte vad det synes vara. Mumien är egentligen en före detta hustru till Hummel, och de båda är föräldrar till Unga fröken. Översten är varken adlig eller överste, och Kokerskan är den enda överheten. Hummel har, under olika namn, varit gift med många kvinnor, och har en ond avsikt bakom äktenskapen. Han behöver studenten för att kunna utföra någonting innan hans liv är slut. Dock gör de övriga allt för att stoppa hans planer.

## Citat
Citat 1
Studenten (till visionen Mjölkflickan): Får jag låna skopan? ... Har du inte slutat snart?
Gubben: Vem är det han talar vid? Jag ser ingen! Är han tokig?
Citat 2
Mumien: Varför ska han öppna dörrn, har jag inte sagt att den ska va stängd...
Bengtsson: Ta, ta, ta, ta! Lilla lollan ska vara snäll nu, så får hon något gott! - Vackra Lollan! 
Mumien: Vackra Gojan! Å Jacob ä där? Kurrrrre!
Bengtsson: Hon tror att hon är en papegoja, och det är möjligt att så är...
Citat 3
Studenten: Ve! Ve över oss alla! Världens frälsare fräls oss, vi förgås!
Fröken: Kom med skärmen! Fort- jag dör!
Studenten: Befriaren kommer! Välkommen, du bleka, milda! - Sov du sköna, osälla, oskyldiga, utan skuld till dina lidanden, sov utan drömmar, och när du vaknar igen... må du hälsas av en sol som icke bränner, i ett hem utan damm, av fränder utan skam, av en kärlek utan vank...

## Lista över uppsättningar (urval)
- Strindbergs "Intima teatern", 1908
- Medborgarhuset, 1941
- Kungliga dramatiska teatern, 1942
- Malmö Stadsteater, 1954
- Kungliga dramatiska teatern, 1962
- Kungliga dramatiska teatern, 1973
- Kungliga dramatiska teatern, 1994
- Kungliga dramatiska teatern, 2000
- Strindbergs Intima teater, 2007
- Kungliga dramatiska teatern, 2012

## Filmupptagningar
Pjäsen har filmatiserats och visats som TV-föreställning fyra gånger:
- 1962, i brittisk television.
- 1968, i dansk television.
- 1972, i svenska TV-teatern (regi Johan Bergenstråhle).
- 2007, i Sveriges Television (filmatisering av Bergmans teateruppsättning från 2000).